# زهراء المعادي
زهراء المعادي إحدى شياخات حي طرة بمحافظة القاهرة، وهي الامتداد لحي المعادي من جهة الشمال الشرقي، ويصلها بضاحية المعادى حاليا طريق القطامية / العين السخنة ومن الجهة الغربية طريق أوتوستراد مصر الجديدة / حلوان، ومن الجهة الشمالية الطريق الدائري ، ومن الجهة الجنوبية يصلها بكورنيش النيل طريق علوي فوق خط مترو حلوان وهو يعتبر من المداخل الهامة للمدينة (مدخل كوبري شمال طره / جنوب المعادي)
يتيح ذلك لزهراء المعادي أن ترتبط بشبكة الطرق إلى المدن الرئيسية بالجمهورية دون اختراق اختناقات المرور كما أن مدينة زهراء المعادى لا تبعـد أكثر من خمسة عشر كيلو مترا عن قلب العاصمة وملاصقة لكارفور.
تتميز بالهدوء التام، وقد روعي في التخطيط العام للمدينة الاتساع الكافى للشوارع بما يتيح استمرار سيولة المرور وانسيابه من وإلى المدينة حاليا ومستقبلا، وكذا المسطحات الخضراء التي تضفى على المدينة نوعا من البهجة وكذلك روعى توافر جميع الخدمات العامة والترفيهية، وتضم المدينة ناديا اجتماعيا ورياضيا لخدمة القاطنين بالمدينة والمناطق السكنية الاخـرى وكـذا دور العبادة وأسواق تجارية.

## التخطيط
تم إعداد مشروع التخطيط العام على أساس إنشاء أحياء سكنية متكاملة الخدمات والمرافق ومناطق للمبانى التجارية والادارية والعامة والحدائق ومنطقة للصناعات الخفيفة حيث تبلغ المساحة الإجمالية للمدينة حوالي 1110 فدان مملوكة بالكامل لشركة زهراء المعادى للاستثمار والتعمير بموجب عقود مسجله أخرها العقد رقم 2203 لسنة 2000 وتم اعتماد مشروع تقسيم زهراء المعادي بموجب قرار محافظ القاهرة رقم 186 لسنة 1979.